# Фаталов, Мика Григорьевич
Ми́ка Григо́рьевич Фата́лов (укр. Міка Григорович Фаталов, по паспорту Михаи́л), имя при рождении Ми́ка Григо́рьевич Тосуня́н (укр. Міка Григорович Тосунян), родился 31 марта 1983, Баку) — украинский актёр, шоумен и телеведущий, концертный директор студии «Квартал-95».

## Биография
Родился 31 марта 1983 года в Баку, хотя в документах в роддоме было указано 1 апреля. В 1989 году в связи с обострением межнациональных отношений семья переехала на Украину, однако родители сразу же разошлись. Мама, Алла Сумбатовна Фаталова (род. 27 декабря 1958) записала сына под своей фамилией, которую носил и дед по матери — свадебный музыкант. Есть также младший брат Сергей (род. 31 августа 1986).
Мика участвовал в творческих вечерах, конкурсах и театральных постановках со школьных лет, в студенческие годы увлёкся КВН. Также играл в футбол, чемпион Луганской области 1999 года в составе «Авангарда» (г. Антрацит). Окончил Луганский колледж культуры и искусств, Луганский государственный институт культуры и искусств. Выступал в командах КВН «Ва-Банкъ» и «Кого позвать», участник фестивалей в Сочи.
С 2004 года сотрудничает с «Кварталом 95». В 2008 году переехал в Киев и стал старшим менеджером, а позже и административным директором проекта. С 2012 года выступает в миниатюрах передачи «Вечерний квартал» после ухода из коллектива Дениса Манжосова, также снимается в её проектах «Пороблено в Україні», «Вечерний Киев» и «Шерлоh». В 2015 году снялся в сериале «Слуга народа» в роли Мики Тасуняна, главы СБУ.

## Личная жизнь
Женат, супругу зовут Мила. Есть падчерица Ева (от первого брака жены) и общий сын Лионель (родился 10 июня 2015).

## Фильмография
- 2009 — Как казаки… — кавказец в корчме
- 2012 — Ржевский против Наполеона — кавказец
- 2013 — 1+1 дома[укр.] — продавец игрушек
- 2014 — 1+1 дома: 8 марта[укр.] — продавец цветов
- 2015 — Слуга народа — Мика Ашотович Тасунян, глава СБУ
- 2018 — Я, ты, он, она — таксист